# Marca di Brandeburgo
La Marca di Brandeburgo o Margraviato di Brandeburgo (in tedesco Mark Brandenburg o Markgrafschaft Brandenburg) fu uno dei sette principali Stati del Sacro Romano Impero, che copriva una regione storica situata nell'area dell'attuale Germania nord-orientale e Polonia occidentale.

## Geografia

Stemma come elettorato

Il territorio che componeva il margraviato, conosciuto comunemente col nome di Marca di Brandeburgo, corrisponde all'attuale confine orientale tra Germania e Polonia. Geograficamente esso comprendeva la maggior parte degli attuali stati di Brandeburgo e Berlino, l'Altmark (parte a nord del Sassonia-Anhalt) e la regione di Neumark (oggi divisa tra il voivodato di Lubusz e quello di Pomerania Occidentale di Polonia). Parti degli attuali stati federati del Brandeburgo come la Bassa Lusazia ed il territorio che era stato della Sassonia sino al 1815, non erano parti della marca. Nel linguaggio comune, ma in modo inesatto, lo stato del Brandeburgo è identificato con la marca di Brandeburgo.
La regione si formò durante l'era glaciale ed è caratterizzata da morene, valli glaciali e numerosi laghi. Il territorio è conosciuto come marca dal momento che essa era uno dei territori di confine del Sacro Romano Impero. La marca è definita da due altipiani e da due depressioni. Le depressioni sono presenti in corrispondenza di fiumi e laghi.
Le terre baltiche del nord della terra dei laghi del Meclemburgo hanno solo piccole estensioni nel Brandeburgo. Le colline della marca iniziano a sud nel Lusitzer Bergland (presso Żary (Sorau)) e si estendono per 230 chilometri passando Trzebiel (Triebel) e Spremberg, e continuando quindi a nord-ovest verso Calau per poi finire nella regione del Fläming. La depressione meridionale è generalmente identificata con la Spreewald (tra Baruth e Plaue an der Havel). La depressione a nord è invece identificata attorno all'area dei fiumi Noteć e Warta, l'Oderbruch, la valle del Finow, la brughiera di Havelland ed il fiume Oder.
Tra queste due depressioni si trova un plateau che si estende dall'area di Poznań a ovest del Brandeburgo attraversando Torzym, il plateau della Sprea e la Mittelmark. Da sud-est sino a nord-ovest questo plateau è intersecato da abbassamenti della Leniwa Obra e del fiume Oder prima della confluenza con il Neiße, la bassa valle dello Spree, l valle dell'Havel. Tra queste valli si ergono una serie di colline e plateau, come il Barnim, il Teltow, il Semmelberg presso Bad Freienwalde (157 m), il Müggelberge a Köpenick (115 m), il Havelberge (97 m), e le colline di Rauen presso Fürstenwalde (112 to 152 m).
La regione è in gran parte dominata da un suolo secco, sabbioso con piante di pino e di erica. Ad ogni modo il suolo è fertile e i plateau dano vita ad una fervida attività d'agricoltura. La marca di Brandeburgo ha un clima fresco continentale con temperature che vanno dagli 0° gradi di gennaio e febbraio sino ai 18° di luglio e agosto. Le precipitazioni annue sono comprese tra i 500 mm ed i 600 mm annui, con maggioranza in estate.

## Storia

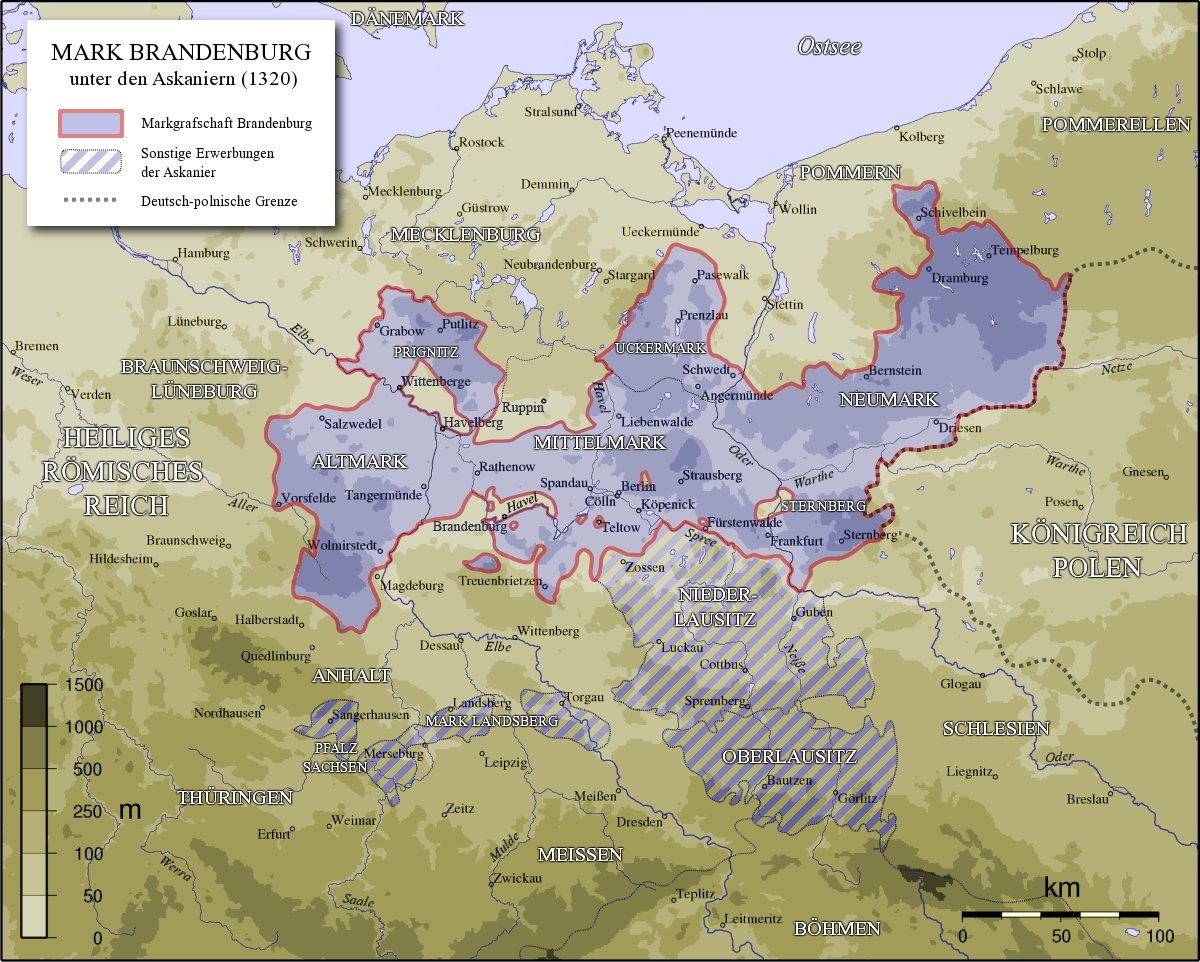
L'estensione territoriale del Brandeburgo verso il 1320.

Tra la fine del VII e l'inizio dell'VIII secolo nell'area vissero dei gruppi slavi come gli Evelli/Stodorani insediati nel medio corso del fiume Havel e gli sprevani nell'area del basso corso della Sprea. Dopo le campagne dell'808 contro i Sassoni Carlo Magno assegnò agli Obodriti, suoi alleati, la parte del territorio sassone compresa fra l'Elba e il Mar Baltico.
All'inizio del X secolo risale la fondazione dei vescovati di Havelberg e di Brandeburgo sull'Havel. Nel 1134 l'imperatore Lotario III assegnò il territorio della frontiera (marca) nord-orientale del suo regno ad Alberto I di Brandeburgo, detto l'Orso della dinastia di origine sassone/brandeburghese degli Ascani. Data di fondazione della marca viene considerato l'11 giugno 1157 quando in una lotta sanguinosa Alberto espugnò la fortezza di Brandeburgo sull'Havel, fino ad allora in mano al principe sprevano Jaxa von Köpenick.
Dopo la morte di Alberto divenne margravio suo figlio Ottone che continuò la politica di espansione verso nord-est (Pomerania) con l'obiettivo di raggiungere il Mar Baltico che lo portò però ad entrare in conflitto con la Danimarca.
Dopo la battaglia di Bornhöved (1227) il Brandeburgo si assicurò la Pomerania. La presa di potere fu confermata da Federico II che assegnò il feudo della Pomerania al margravio del Brandeburgo.
Nel 1320 muore l'ultimo degli Ascani e l'imperatore assegna la marca ai principi della dinastia Wittelsbach rifiutati però dalla nobiltà locale e che quindi non riuscirono mai a imporsi. Dalla metà del XIV secolo l'imperatore Carlo IV fece diversi tentativi di appropriarsi della marca e di assegnarla alla dinastia dei Lussemburgo, la sua, in modo da assicurarsi, oltre a quello boemo, anche il voto del principe elettore brandeburghese per garantire il titolo di imperatore ai Lussemburgo. Nel 1373 la Dieta di Guben garantì la marca ai Lussemburgo ma già con il nipote di Carlo Jobst di Moravia il potere dei Lussemburgo decadde e la marca passò ai Hohenzollern.
Per stabilizzare la situazione politica la marca venne assegnata a Federico VI di Hohenzollern (che divenne il margravio Federico I di Brandeburgo) che stabilì la sua residenza a Berlino. Nel 1539 la marca si aggregò alla Riforma.
Il ramo brandeburghese degli Hohenzollern perseguì una politica di progressivo allargamento del proprio potere nonostante la posizione delicata, a Nord si trovava il regno di Danimarca e soprattutto la Svezia, a est vi erano i delicati rapporti con la Polonia e a ovest vi era un conflitto con la Francia. Nonostante il contesto il margravio Giovanni Sigismondo riuscì nel 1614, ad ottenere altre contee. Nella seconda metà del XVII secolo Federico Guglielmo, detto il Grande Principe riuscì a espandere e consolidare il potere della marca, ad armare una marina e a conquistate colonie in Africa e nei Caraibi.
Tramite l'accordo di Snamensk, il Margravio di Brandeburgo ottenne la sovranità sulla Prussia e nel 1701 venne incoronato re di Prussia.
Dal 1701 al 1946 la storia della marca del Brandeburgo è quindi comune a quella della Prussia. All'interno della Prussia vi era la provincia del Brandeburgo, il cui capoluogo era dapprima Berlino e in seguito Potsdam, che rappresentava il nucleo centrale dello stato prussiano.
Durante il periodo nazista la provincia del Brandeburgo venne rinominata Gau "Mark Brandenburg".
Dopo la seconda guerra mondiale e la dissoluzione della Prussia venne costituito il Land del Brandeburgo. La parte orientale (a est della Linea Oder-Neiße) del territorio della ex-Marca di Brandeburgo viene assegnato alla Polonia e la parte occidentale divenne parte della DDR. Nel 1952 il Land fu suddiviso nei distretti di Cottbus, di Francoforte e di Potsdam. Parti minime furono cedute ai distretti di Neubrandenburg e di Schwerin. I distretti furono disciolti nel 1990 con la costituzione dei nuovi Länder nell'area della ex-DDR e la ricostituzione del Land del Brandeburgo con capoluogo a Potsdam.